# Uhliggipfel
Der Uhliggipfel ist ein Berggipfel im ostantarktischen Königin-Maud-Land. Er ragt im Südwesten der Kirwanveggen auf, und dort im nordöstlichen Teil der Kliffs des Urfjell, die ihrerseits vom Felssporn Uven im Südwesten bis zu den Nunatakkern der Dråpane im Nordosten verlaufen.
Entdeckt und benannt wurde er bei der Deutschen Antarktischen Expedition 1938/39 unter der Leitung des Polarforschers Alfred Ritscher. Namensgeber ist Karl Uhlig (* 1885), Leitender Ingenieur des Forschungsschiffs Schwabenland. In Norwegen heißt dieser Gipfel Uhligberga.